# Sandahl Bergman
Sandahl Bergman (Kansas City, 14 de novembro de 1951) é uma dançarina e atriz norte-americana, vencedora do Globo de Ouro.

## Biografia

### Dança
Depois da infância e adolescência passada no Kansas, nos anos 1970 mudou-se para Nova York e começou a dançar em alguns musicais da Broadway. Loira, corpo perfeito e 1,78 m, chamou a atenção do diretor e coreógrafo Bob Fosse, que a escalou como dançarina reserva do musical Pippin, dirigido por ele. Teve alguns papéis em outros musicais, até fazer parte do corpo de atores/bailarinos de A Chorus Line, então o grande fenômeno de crítica e público da Broadway, como "Judy".
Foi novamente escalada por Fosse no aclamado musical Dancin', de 1978, que contou com vários dos principais dançarinos da Broadway na época.

### Cinema
Sua estréia nas telas aconteceu com um pequeno papel num filme para televisão, logo seguido por outro, de maior visibilidade, no filme-musical All That Jazz, também dirigido por Fosse, sucesso de público e crítica e vencedor da Palma de Ouro do Festival de Cannes. Também participou do filme Xanadu, de 1980, com Olivia Newton-John.
Sandhal tornou-se conhecida internacionalmente em 1982, ao estrelar, ao lado de Arnold Schwarzenegger o filme Conan, o Bárbaro, pelo qual acabou recebendo o Globo de Ouro de Atriz Revelação. Como não havia nenhuma dublê disponível com suas características físicas, ela aprendeu a fazer sozinha todas cenas de seu personagem que necessitavam um dublê. Três anos depois, voltou a participar de outro filme de Conan, Red Sonja, no qual optou por representar a vilã Gedren ao invés da heroína do papel-título, para o qual havia sido convidada.
Após os filmes de Conan, Sandhal atuou em pequenos papéis em diversos filmes, de maior ou menor expressão, e casou-se pela primeira vez aos 45 anos, em 1996. Seu último filme, num papel de dançarina aos 52 anos, foi realizado em 2003, The Singing Detective, com Adrien Brody e Mel Gibson.

## Carreira

### Filmografia parcial
- All That Jazz: 1979
- Xanadu: 1980
- Conan, o Bárbaro: 1982
- Apertem Os Cintos, O Piloto Sumiu! - 2ª parte: 1982
- Red Sonja: 1985
- Hell Comes To Frogtown: 1988
- The Singing Detective: 2003

### Prêmios e indicações

#### Prêmios
Globo de Ouro
- Nova Estrela Feminina: Conan, o Bárbaro - 1983[3]

 Saturn Awards
- Melhor atriz: Conan, o Bárbaro — 1983

#### Indicações
Framboesa de Ouro
- Pior atriz coadjuvante: Red Sonja — 1985